# Festival du cinéma américain de Deauville 2020
Le Festival du cinéma américain de Deauville 2020, la 46e édition du festival, se déroule du 4 au 13 septembre 2020.

## Déroulement et faits marquants
Le 10 juin 2020, il est annoncé que la chanteuse et actrice Vanessa Paradis sera la présidente du jury, succédant à Catherine Deneuve.
Le 16 juin 2020, l'affiche de la 46e édition du festival est dévoilée. Elle représente l'acteur américain Kirk Douglas, décédé le 5 février 2020.
Le 7 juillet 2020, il est annoncé que la réalisatrice Rebecca Zlotowski présidera le jury Révélation, après avoir été membre du jury de la compétition en 2013 sous la présidence de Vincent Lindon.
Le 21 juillet 2020, la sélection officielle est dévoilée : quatorze longs métrages sont en compétition, sept d'entre eux sont des premiers films, huit d'entre eux sont réalisés par des réalisatrices.
Le palmarès est dévoilé le 12 septembre 2020 : le Grand prix est décerné à The Nest de Sean Durkin qui remporte aussi le Prix de la critique internationale et le Prix de la Révélation. Le Prix du jury est remis à First Cow de Kelly Reichardt et Lorelei de Sabrina Doyle.

## Jurys

### Jury de la compétition officielle
- Vanessa Paradis (présidente du jury) : chanteuse et actrice  France
- Yann Gonzalez : réalisateur et scénariste  France
- Zita Hanrot : actrice  France
- Delphine Horvilleur : journaliste et écrivaine  France
- Vincent Lacoste : acteur  France
- Mounia Meddour : réalisatrice et scénariste  France  Algérie
- Bruno Podalydès : acteur, réalisateur et scénariste  France
- Oxmo Puccino : rappeur  France  Mali

### Jury de la Révélation
- Rebecca Zlotowski (présidente du jury) : réalisatrice et scénariste  France
- Luàna Bajrami : actrice et réalisatrice  France
- Mya Bollaers : actrice  Belgique
- Arnaud Rebotini : compositeur et musicien  France
- Antoine Reinartz : acteur  France

## Sélection officielle

### Film d'ouverture
- Minari de Lee Isaac Chung (En compétition)

### Film de clôture
- Comment je suis devenu super-héros de Douglas Attal (En avant-première)

### Compétition
- The Assistant de Kitty Green
- First Cow de Kelly Reichardt
- Giants Being Lonely de Grear Patterson
- Holler de Nicole Riegel
- Kajillionaire de Miranda July
- Last Words de Jonathan Nossiter
- Lorelei de Sabrina Doyle
- Love is Love is Love d'Eleanor Coppola
- Minari de Lee Isaac Chung
- Shiva Baby d'Emma Seligman
- Sophie Jones de Jessie Barr
- Sound of Metal de Darius Marder
- Uncle Frank d'Alan Ball
- The Violent Heart de Kerem Sanga
- The Nest de Sean Durkin

### Les Premières
- Comment je suis devenu super-héros de Douglas Attal
- Critical Thinking de John Leguizamo
- Wendy de Benh Zeitlin
- Bad Education de Cory Finley
- Don't tell a soul de Alex McAulay
- Resistance de Jonathan Jakubowicz
- Sons of Philadelphia de Jérémie Guez
- The Professor and the Madman de Farhad Safinia
- Wander de April Mullen

### Les Docs de l'Oncle Sam
- Billie de James Erskine
- Kubrick par Kubrick de Gregory Monro
- Leap of Faith : William Friedkin on The exorcist de Alexandre O. Philippe
- Deauville et le rêve américain de Daphné Baiwir
- Kirk Douglas, l'indompté de Hubert Attal
- Pierre & Lescure de Maxime Switek et Philippe Lézin
- The last Hillbilly de Diane-Sara Bouzgarrou et Thomas Jenkoe
- Weed & Wine de Rebecca Richman Cohen

### American Heritage
- The Game de David Fincher
- Les Trois Jours du Condor de Sydney Pollack
- Total Recall de Paul Verhoeven

### Hommage à Kirk Douglas
- Nimitz, retour vers l'enfer de Don Taylor
- Sept jours en mai de John Frankenheimer
- Seuls sont les indomptés de David Miller
- Spartacus de Stanley Kubrick
- Les Vikings de Richard Fleischer
- Les sentiers de la gloire de Stanley Kubrick
- La vie passionnée de Vincent Van Gogh de Vincente Minnelli et Georges Cukor
- Les Ensorcelés de Vincente Minnelli
- La Captive aux yeux clairs de Howard Hawks
- Le Gouffre aux chimères de Billy Wilder
- Le champion de Mark Robson
- La Griffe du passé de Jacques Tourneur

### American Doctors
- 5B de Paul Haggis et Dan Krauss
- La cité de la joie de Roland Joffé
- L'éveil de Penny Marshall
- C'est ma vie, après tout ! de John Badham
- M.A.S.H de Robert Altman
- Le secret magnifique de Douglas Sirk
- La porte s'ouvre de Joseph L. Mankiewicz

### French Doctors
- Voir le jour de Marion Laine
- Patients de Grand Corps Malade et Mehdi Idir
- La maladie de Sachs de Michel Deville
- Journal d'une femme en blanc de Claude Autant-Lara
- L'Amour d'une femme de Jean Grémillon
- Un grand patron de Yves Ciampi
- De chaque instant de Nicolas Philibert

### Prix du 46e Festival du cinéma américain de Deauville
- Calculs meurtriers de Barbet Schroeder
- Le Poids du déshonneur de Barbet Schroeder
- Kiss of death de Barbet Schroeder
- JF partagerait appartement de Barbet Schroeder
- Le Mystère von Bülow de Barbet Schroeder
- Barfly de Barbet Schroeder

### L'heure de la Croisette
Le festival de Cannes étant annulé à cause de la pandémie de Covid-19, le festival de Deauville diffuse dix films issus de la sélection officielle de Cannes 2020.
- ADN de Maïwenn
- Ammonite de Francis Lee
- Des Hommes de Lucas Belvaux
- Les Deux Alfred de Bruno Podalydès
- A Good Man de Marie-Castille Mention-Schaar
- Last Words de Jonathan Nossiter
- Peninsula de Yeon Sang-ho
- Rouge de Farid Bentoumi
- Slalom de Charlène Favier
- Teddy de Ludovic et Zoran Boukherma

### Lien avec le festival d'Annecy
- Calamity, une enfance de Martha Jane Cannary de Rémi Chayé
- Lupin III: The First de Takashi Yamazaki
- Petit vampire de Joann Sfar

## Palmarès
- Grand prix : The Nest de Sean Durkin
- Prix du jury : (ex æquo) First Cow de Kelly Reichardt et Lorelei de Sabrina Doyle
- Prix de la mise en scène : The Assistant de Kitty Green
- Prix de la critique internationale : The Nest de Sean Durkin
- Prix de Fondation Louis Roederer de la Révélation : The Nest de Sean Durkin
- Prix du public : Uncle Frank d'Alan Ball
- Prix d'Ornano-Valenti : Slalom de Charlène Favier